# Нил Харбисон
Нил Харбисон (енгл. Neil Harbisson; рођен у месту Белфаст, Северна Ирска, 27. јул 1984) је први киборг на свету, званично признат од стране владе Велике Британије 2004. године. 

## Значење речи киборг
Киборг је кованица настала од речи кибернетика и организам, a први пут је употребљена 1960.године. 
Према дефиниција киборг је кибернетички организам који си се састоји од вештачких и прородних делова. Једноставније речено ,киборг је неко ко техички уређај доживљава као део свога тела.  

## Детињство и школовање
Харбисон је од рођења био потпуно слеп за боје. Потпуно слепило за боје стручно се назива ахроматопсија (ACHM). Харбисон је због тога свет око себе могао видети једино у црно-бело варијанти. Одрастао је у Барселони где је учио да свира клавир и где је почео да компонује музику од своје 11.године. Са својих 16.година кренуо је на студије уметности на универзитету Александре Санторас ( Alexandre Satorras) где је добио посебну дозволу да у свом раду не мора да користи боје. Његови рани радови били су сви црно-бели. Са 19.година сели се у Енглеску да студира компоновање на уметничком колеџу Дартинтон (Dartington College of Arts).

## Радови и пројекти
Током 2003.године покреће пројекат у сарадњи са више стручњака за компијутере: Адамом Монтадоном из Велике Британије, Петером Кесеом из Словеније Матијасом Лизаном из Барселоне. Резултат пројекта је антена са електронским оком која региструје фреквенце боја од инфрацрвене до ултраљубичасте. Од своје 21. године Харбисон може да чује боје уз помоћ антене смештене на врху главе, на самом крају антене налази се мала камерица- електронско око, која снима боје и шаље њихове фреквенце у уграђен чип на задњем делу главе. Чип их потом преводи у одговарајуће вибрације које путују путем кости лобање до унутрашњег уха. У унутрашњем уху се вибрације преводе у електричне стимулисе који стижу до мозга и обрађују као звук. Према речима Нила: „Киборг је осећај идентитета. У мом случају, то је осећај да сам технологија, осећај да нема разлике између софвера и мозга, то је оно због чега осећам да сам киборг.” Омиљена боја Нила је инфрацрвена, која је невидљива људском оку али многе животиње могу да је осете. Осећање инфрацрвеног дела спектра омогућава Нилу да региструје да ли су детектори за покрет у банкама укључени, осећањем штетних ултраљибичастих зрака омогучава му да зна ли је дан добар за сунчање на плажи. Антена са камерицом омогућава повезивање са интерентом, као и примање боја које потичи из свемира. Нил је дао дозволу својим 5 пријатеља, који живе на различитим континета, да му могу овим путем дирекнто слати слике, видео и звучне записе. Руби Вах (Ruby Wax) је била прва особа која је Нилу упутила телефонски позив дирекно у главу, овај догађај био је јавно емитиован и спраћен на каналу Ал Џазира (Al Jazeera) и програму Стрим (The Stream). Харбисон 2009. године објављује студију по називом Људски обојени круг (Human Color Wheel), која се базирала на тону и светлости детектованој на стотину људских кожа посматраних од 2004-2009.године. Циљ студије је био да покаже да људи нису црни и бели, већ да си људи различите нијансе наранџасте- од веома тамно наранџасте до веома светлo наранџасте. 2010. године Нил Харбисон заједно са својом пријатељицом  и киборг уметницом оснива Киборг Фондацију (енгл. Cybor Foundation). Седиште фондације се налази од 2014. године у Њујорку. Главни циљ фондације је да олакша и омогући да људи широм света  постанукиборзи. Такође, залаже се за већу заштиту права киборга и подржавање киборгизма као уметничког правца у свету.   